# Solomon Asch

Solomon Asch

Solomon Eliot Asch (n. 14 septembrie 1907 la Varșovia - 20 februarie 1996 la Haverford, Pennsylvania) a fost un psiholog american, reprezentant de seamă a gestaltismului și cu contribuții de pionierat în domeniul psihologiei sociale.
Este cunoscut pentru experimentele prin care a demonstrat efectul de presiune al unui grup asupra individului, în cadrul procesului de adoptare a unei opinii sau unei decizii.
S-a născut într-o familie de evrei din Polonia.
În 1920, pe când avea numai 13 ani, emigrează cu familia în SUA și se stabilește într-un cartier din New York City, unde se aflau mulți imigranți.
Urmează cursurile Universității Columbia, unde studiază mai întâi antropologie și n 1932 obține doctoratul.
Venind în contact cu Gardner Murphy și cu Max Wertheimer, începe să fie interesat de gestaltism.
A predat la Brooklyn College, Swarthmore College și la Universitatea din Pennsylvania.